# Ilha Albatroz (Geórgia do Sul)
A Ilha Albatroz (54° 01′ S, 37° 20′ O) é uma ilha 2 mi (3 km) a sudeste do Cabo Buller, situada na Baía das Ilhas, Geórgia do Sul. Mapeada em 1912–13 por Robert Cushman Murphy, naturalista americano a bordo do brigue Daisy, que deu a ela este nome porque lá observou albatrozes.
A ilha está livre de ratos e há uma população de criação de petinha da Geórgia do Sul aqui, junto a coletivos de albatroz-errante e de petrel-gigante.
A área incluindo a Baía das Ilhas junto a Grytviken é uma das duas ASTI na Geórgia do Sul. Assim como na Ilha Prion, existem vários regulamentos — permissões são requisitadas para aterrissar ali; apenas um barco pode atracar por dia; não mais do que 65 pessoas são permitidas na ilhas, mas em grupos de 12 ou menos com um líder; e estadias de mais de quatro horas não são permitidas. Visitantes não devem se aproximar a 10 m (11 yd) de um albatroz, ou a 25 m (27 yd) quando os pássaros estão se cortejando. Existem quatro pistas de pouso na Ilha Albatroz.